# Râul Obreja, Camenca
Obreja este un râu din Republica Moldova, afluent de stânga al râului Șovățul Mic (Ustia). Menționat documentar în actele moldovenești apare începând cu anul 1497.. Cursul râului este puternic modificat din punct de vedere hidromorfologic, fiind amplasate 16 acumulări de apă, supus unui impact antropic semnificativ. Circa 55% din suprafața bazinului este ocupată de terenuri arabile. Acestea, prin eroziunea hidrică accelerată, contribuie la colmatarea acumulărilor de apă.